# Mellicta parvanigra
Mellicta parvanigra är en fjärilsart som beskrevs av Ruggero Verity 1940. Mellicta parvanigra ingår i släktet Mellicta och familjen praktfjärilar. Inga underarter finns listade i Catalogue of Life.